# Indyk i kogut
Indyk i kogut (niderl. Gevecht tussen haan en kalkoen) – animalistyczny obraz olejny namalowany przez flamandzkiego malarza Paula de Vosa w XVII wieku znajdujący się w zbiorach Muzeum Narodowego w Warszawie.

## Opis obrazu
Obraz ukazuje walkę indyka z kogutem (kury i kurczęta są jakby tłem) na wiejskim, flamandzkim podwórku w sposób doskonały oddając naturalizm upierzenia i póz, charakterystyczny dla tych ptaków. Pióra, mozaika skrzydeł i wachlarzowatego ogona indyka oraz korale jego „naszyjnika” i grzebienia koguta stanowią bardzo dekoracyjne elementy przyciągające uwagę widza. Vos w sposób doskonały przedstawił dramatyzm sceny walki zacietrzewionego koguta z indykiem – podkreślają to dodatkowo dynamika kompozycji, ekspresja ruchu i kolorystyki.
Widoczny w tle piękny, realistyczny flamandzki pejzaż ujawnia wyraźne oddziaływanie rubensowskie.